# Tam, de nas nema
Albums de Okean Elzy
Yananebibuv
(2000)
Tam, de nas nema (Там, де нас нема ; français : Là, où nous ne sommes pas) est le premier album studio du groupe Okean Elzy, publié en 1998 par le label discographique Nova Records, et republié en 2002 par Lavina Music,. La chanson éponyme de l'album est d'ailleurs jouée aux Euromaïdan en décembre 2013. L'album est généralement bien accueilli par la presse spécialisée locale.

## Pistes
- Novvy den' (Новий день ; Un nouveau jour) - 2:48
- Tam, de nas nema (Там, де нас нема ; Là, où nous ne sommes pas) - 3:29
- Golos tviy (Голос твій ; Ta voix) - 3:54
- Pozych meni sonce (Позич мені сонце ; Emprunte-moi le soleil) - 4:06
- Tadzh Mahal (Тадж-Махал ; Taj Mahal) 3:22
- Sumna melodiya (Сумна мелодія ; La mélodie triste) 4:17
- Poyizd « Chuzha lyubov » (Поїзд « Чужа любов » ; Le train Amour étranger) - 3:59
- Ydu na dno (Йду на дно ; Je vais au fond) - 3:34
- Visim (Вісім ; Huit) - 3:30
- Lastivka z mogo mista (Ластівка з мого міста ; L'hirondelle de ma ville) - 3:04
- Ty zabula davno (Ти забула давно ; Tu as oublié il y a longtemps) - 4:38
- Long Time Ago (Il y a longtemps) - 3:47

Pistes bonus
- Kolyska vitru (Колиска вітру ; Le berceau du vent) - 3:04
- Godi vzhe (Годі вже ; Ça suffit) - 4:28
- Tam, de nas nema (Danilkin DE VY YE remix) - 4:06

## Musiciens

### Okean Elzy
- Sviatoslav Vakartchouk – chant
- Pavlo Goudimov – guitare
- Yuri Houstotchka – basse
- Denis Glinin – batterie

### Musiciens invités
- Roman Sourja – claviers
- Edik Kossé – tambourin